# Einsatzkompanie
Die Einsatzkompanie war eine Spezialeinheit der Hauptabteilung I (HA I) des Ministeriums für Staatssicherheit in den Grenztruppen der DDR.

## Aufgabe/Struktur
Sie wurde im Dezember 1968 auf Befehl des Leiters der HA I Karl Kleinjung gegründet, um Terror- und Gewaltverbrechen sowie die Fahnenflucht von Soldaten zu verhindern. Kompaniechefs waren Eberhard Starke (1968–1979), Wolfgang Singer (1979–1983) und Alexander Baier (1983–1985). Sie unterstand zunächst der Abteilung „Operativ“, später der Abteilung „Äußere Abwehr“ der HA I. Nach außen agierte sie als Grenzkompanie des Grenzregimentes 42 und war zeitweilig in Stolpe (Kreis Oranienburg) und in Schulzendorf (Kreis Königs Wusterhausen) stationiert. Die Einsatzkompanie wurde 1985 (nach Kleinjungs Pensionierung 1981) aufgelöst, da die Grenztruppen inzwischen eine eigene Einheit mit entsprechendem Aufgabenprofil besaßen. Teile der Einsatzkompanie, die u. a. die Sicherung der unterirdischen Kanäle und Tunnel nach West-Berlin zur Aufgabe hatten, wurden, als Sicherungskompanie im Grenzregiment 33 Berlin-Treptow legendiert, in die Wach- und Sicherungseinheit (WSE) eingegliedert und dem Sekretariat der HA I unterstellt.
Bekanntester Einsatz war im April 1976 die versuchte Festnahme von Michael Gartenschläger an der innerdeutschen Grenze, der dabei von Angehörigen der Einsatzkompanie erschossen wurde. 
Die Angehörigen der Einsatzkompanie, anfänglich 10, 1969 bereits 30, später zwischen 50 und 70, rekrutierten sich aus für besonders „klassenbewusst“ gehaltenen Absolventen der Grenztruppen-Unteroffiziersschule VI in Perleberg, welche im Anschluss an ihre Ausbildung ein halbes Jahr in der Zentralschule der HA I auf der Insel Stintenburg (Kreis Hagenow) ausgebildet wurden. Sie hatten den Status von hauptamtlichen Inoffiziellen Mitarbeitern im besonderen Einsatz (HIME), traten aber nach außen weiterhin als reguläre Angehörige der Grenztruppen auf.
Allein zwischen 1971 und 1974 sind ca. 144 Soldaten in den Westen geflohen, insgesamt sind es wohl um die 2.800 gewesen. Die Problematik ergab sich, da ein jeder Wehrpflichtiger seinen Grundwehrdienst auch bei den Grenztruppen leisten konnte und man sich trotz gründlicher Überprüfung nie über deren eigentliche Motivation sicher sein konnte. Mindestens 9 Grenzsoldaten wurden von Fahnenflüchtigen erschossen.

## Schießbefehl

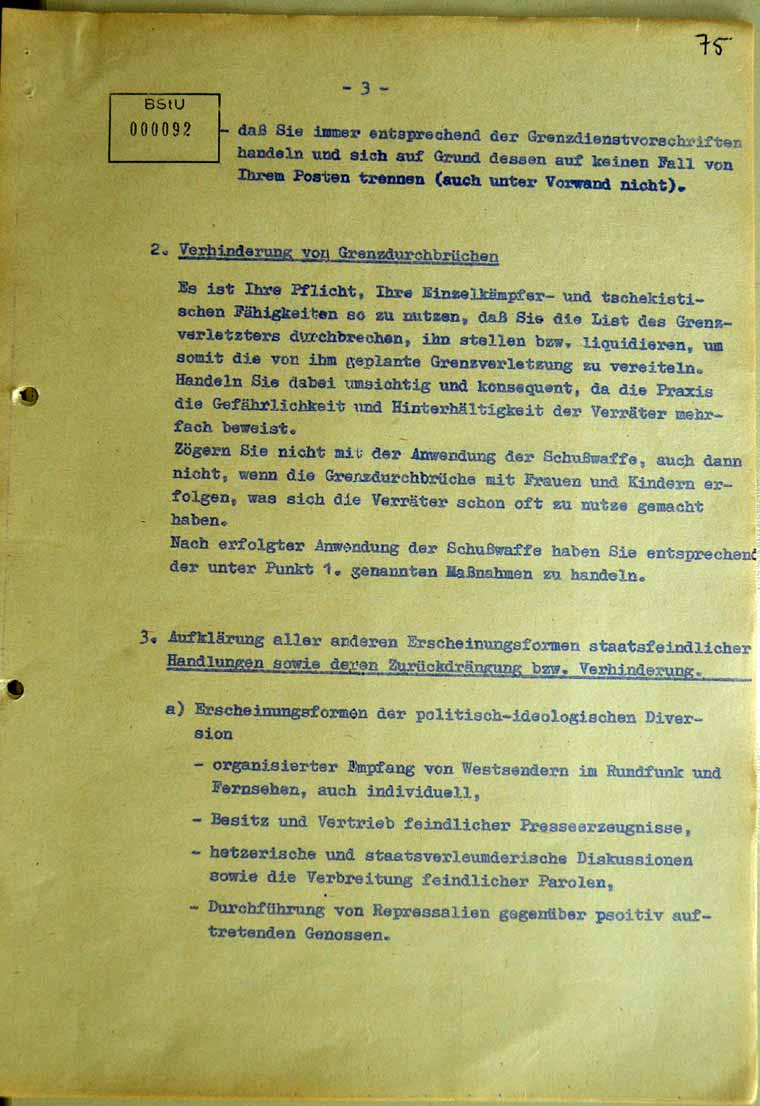
Schießbefehl, Seite 3

Besondere Aufmerksamkeit wurde der Einsatzkompanie zuteil, als im August 2007 der breiten Öffentlichkeit eine Dienstanweisung mit einem Schießbefehl, auch gegen „Frauen und Kinder“, präsentiert wurde. Nicht zuletzt deswegen, weil ihn die Stasi-Unterlagenbehörde zunächst für ein völlig neues Dokument hielt und von einem „aufsehenerregenden Fund“ sprach. Bereits wenige Tage später stellte sich heraus, dass diese Dienstanweisung seit 1993 bekannt war. 
Im Zuge dieser Wiederentdeckung wies Stasi-Experte Hubertus Knabe darauf hin, dass es sich nicht um einen allgemeinen Schießbefehl, sondern um eine Spezialanweisung für Sonderfälle handelte. Auch die Bundesbeauftragte für die Stasi-Unterlagen, Marianne Birthler, stellte klar, dass es sich anders als in einigen Schlagzeilen dargestellt, nicht um den Schießbefehl für DDR-Grenztruppen handelt: „Es ist kein Befehl, der sich an die Grenzsoldaten richtete, sondern ein Befehl an eine besondere Stasi-Einheit, die die Fahnenflucht von Soldaten mit allen Mitteln verhindern sollte.“
„Auftrag […]
1. Verhinderung von Fahnenfluchten
Erkennen von Fahnenfluchtabsichten, um deren Verhinderung mit allen sich daraus ergebenden Konsequenzen zu gewährleisten. Um versuchte Fahnenfluchten während des Grenzdienstes zu verhindern, macht es sich notwendig, daß Sie dies rechtzeitig erkennen und vereiteln. Aus diesem Grund dürfen Sie sich nicht von Ihrer Waffe trennen und die Kontrolle der Funktionstüchtigkeit hat vor Beginn des Grenzdienstes zu erfolgen. Bei Notwendigkeit haben Sie die Schußwaffe konsequent anzuwenden, um den Verräter zu stellen bzw. zu liquidieren. […]
2. Verhinderung von Grenzdurchbrüchen
Es ist Ihre Pflicht, Ihre Einzelkämpfer- und tschekistischen Fähigkeiten so zu nutzen, daß Sie die List des Grenzverletzers durchbrechen, ihn stellen bzw. liquidieren, um somit die von ihm geplante Grenzverletzung zu vereiteln. Handeln Sie dabei umsichtig und konsequent, da die Praxis die Gefährlichkeit und Hinterhältigkeit der Verräter mehrfach beweist.
Zögern Sie nicht mit der Anwendung der Schußwaffe, auch dann nicht, wenn die Grenzdurchbrüche mit Frauen und Kindern erfolgen, was sich die Verräter schon oft zunutze gemacht haben. […]“